# Jan Hurtigkarl
 Der er for få eller ingen kildehenvisninger i denne artikel, hvilket er et problem. Du kan hjælpe ved at angive troværdige kilder til de påstande, som fremføres i artiklen.

Jan Hurtigkarl (født 16. juli 1949) er en dansk kok, køkkenchef og restauratør.

## Biografi
Hurtigkarl blev uddannet ved Radisson SAS Royal Hotel i København i 1970 og begyndte samme år som commis specialise ved Hôtel Ritz Paris. I 1972 vendte han hjem og blev køkkenchef hos Restaurant Gastronomique, Det kongelige danske Haveselskab på Frederiksberg, hvor han var til 1979. Han åbnede samme år sin egen restaurant Jan Hurtigkarl i Dronningens Tværgade. Den blev omdøbt til Les Étoiles. Hurtigkarl havde i sommeren 1988 restauranten på Jeckels Hotel i Gammel Skagen. I 1989 åbnede han sin egen restaurant i Ålsgårde, Jan Hurtigkarl & Co. 
Restauranten drev han frem til 2007. I 2008 åbnede han Restaurant Mielcke & Hurtigkarl på Frederiksberg.
Han blev særligt kendt for sine madprogrammer i DR 1975–1983, hvor han arbejdede sammen med sin far, Roy Hurtigkarl. I 1982 modtog Jan Hurtigkarl Ejler Jørgensen-prisen, og i 1983 blev han tildelt en stjerne i Michelin-guiden. Han blev samme år kåret til Årets kok. I 2011 modtog han den prestigefyldte danske pris Champagneprisen.